# Stazione di Malesco
La stazione di Malesco della Società Subalpina Imprese Ferroviarie (SSIF) è una stazione ferroviaria della ferrovia Domodossola-Locarno ("Vigezzina").